# New York Academy of Sciences
La New York Academy of Sciences è la terza, in ordine di fondazione, tra le più antiche associazioni scientifiche degli Stati Uniti d'America, fondata nel 1817. Strutturata in forma di organizzazione non profit indipendente con più di 25.000 membri in 140 paesi, essa si prefigge come scopo l'avanzamento della conoscenza della scienza e della tecnologia. 
La NYAS riconosce e promuove i progressi scientifici al di là dei confini interdisciplinari, professionali e geografici. Favorisce l'espansione della conoscenza scientifica radunando esperti in appositi meeting, seminari e congressi interdisciplinari, e divulgando informazioni attraverso la stampa e i media elettronici.
Presidente e amministratore delegato dell'Academy è Ellis Rubinstein; al vertice dell'organo esecutivo è attualmente John Sexton, presidente della New York University.

## Programmi
Nell'ampio spettro dei programmi dell'accademia vi è la programmazione annuale, internazionalmente acclamata, di importanti simposi sulla ricerca di frontiera, pura o applicata; le robuste iniziative di pubblicazione e divulgazione; gli sforzi per migliorare educazione scientifica; il suo impegno a supporto dei diritti umani degli scienziati.

### Editoria
L'accademia ha un vasto programma editoriale, incentrato sugli Annals of the New York Academy of Sciences che, pubblicati dal 1823, sono oggi la più antica serie ininterrotta di pubblicazioni scientifiche degli Stati Uniti. In tempi recenti, l'accademia ha anche sviluppato serie innovative di notiziari elettronici, di pubblicazione di contenuti multimediali on line che offre, a un pubblico mondiale, una visione d'insieme della NYAS e degli eventi collegati.

### Iniziative
Fin dal 2000, sotto la leadership del suo presidente Ellis Rubinstein, l'accademia ha intrapreso nuovi programmi per meglio servire i suoi membri incoraggiando la creazione di mini-comunità basate su interessi comuni. Tra queste, vi sono i gruppi di discussione interdisciplinare del Programma sulle frontiere della scienza sulle aree d'avanguardia emergenti delle scienze biologiche; il programma Science Alliance, che raggruppa 30 istituzioni di educazione superiore attraverso gli Stati Uniti, l'Europa, l'Asia e l'Australia, e offre una programmazione finalizzata agli sbocchi di carriera per laureati e post-dottorato; i programmi di fisica e ingegneria, che mettono a disposizione un forum originale e critico per lo scambio di nuovi dati e nuove idee nelle aree interdisciplinari emergenti. Tra le aree su cui l'accademia pone particolare enfasi negli anni recenti vi sono campi come la biologia dei sistemi, l'integrità del genoma, le malattie infettive emergenti, le nanobiotecnologie, la cosmologia, le scienze ambientali e la sostenibilità, la teoria delle stringhe, la matematica finanziaria, e altri ancora.

#### Scientists Without Borders
La sua più recente iniziativa è Scientists Without Borders (Scienziati senza frontiere), un programma di collaborazione con il Millennium Project delle Nazioni Unite e con altri importanti partner. Lanciato il 12 maggio 2008, Scientists Without Borders intende creare un network globale di scienziati, istituzioni, accademie, esperti industriali e agenzie di finanziamento alla ricerca, che si facciano carico di problemi cruciali per i paesi in via di sviluppo, come quello della salute.

#### Premio per i diritti umani degli scienziati
Nel 1978 fu creato il Comitato per i diritti umani degli scienziati, allo scopo di supportare e promuovere il rispetto dei diritti umani di scienziati, professionisti della salute, ingegneri ed educatori in tutto il mondo. Il comitato interviene in favore di colleghi scienziati che siano stati detenuti, imprigionati, esiliati, o deprivati del diritto di esercitare la scienza, della libertà di viaggiare e di comunicare liberamente le loro scoperte ai loro pari e al pubblico generale.
Il nome completo del premio è "Heinz R. Pagels Human Rights of Scientists Award". Il riconoscimento è dato a scienziati che si siano distinti per i contributi dati alla salvaguardia o al miglioramento dei diritti umani degli scienziati in tutto il mondo. Il nome fu cambiato nel 1986
- Kamiar e Arash Alaeinel 2009
- Óscar Elías Biscet in 2008.